# A Woman of Pleasure
A Woman of Pleasure è un film muto del 1919 diretto da Wallace Worsley.

## Trama
Alice Dane, una maestra inglese, vede Sir John Turnbull gettare dalla scogliera un avversario. Turnbull, per farla tacere, le offre del denaro e il matrimonio, sapendo che, in tribunale, la moglie non può testimoniare contro il marito. Alice, che è molto povera e che deve occuparsi del padre invalido, accetta di sposarlo. Subito dopo le nozze, però, il marito la umilia e la insulta.
Quando Bobby Ralston, sovrintendente delle miniere di Turnbull in Sud Africa, reca la notizia di una rivolta zulu che mette in pericolo i suoi interessi, Turnbull parte per il paese africano portando con sé la moglie.
Lì, Turnbull spara, uccidendolo, un messaggero del capo zulu Cetygoola che era venuto sotto l'insegna della bandiera bianca. Per indurre l'assassino a presentarsi, gli zulu catturano Alice, destinandola al sacrificio. Ma Ralston, che è innamorato di lei, si accusa del delitto per salvarla. Cetygoola, però, si rende conto che l'uomo è innocente.
Durante un attacco, Ralston e Alice riescono a fuggire con un pallone. Gli zulu sono sconfitti, ma Cetygoola uccide Turnbull. Ralston e Alice ora sono liberi di restare insieme.

## Produzione
Il film fu prodotto dalla Jesse D. Hampton Productions.

## Distribuzione
Distribuito dalla Pathé Exchange, il film - presentato da Jesse D. Hampton - uscì nelle sale cinematografiche USA il 9 novembre 1919.